# مارکو راپ
مارکو راپ (انگلیسی: Marco Rapp؛ زادهٔ ۵ ژوئن ۱۹۹۱) بازیکن فوتبال اهل آلمان است.
از باشگاه‌هایی که در آن بازی کرده‌است می‌توان به باشگاه فوتبال گروتر فورث، باشگاه فوتبال کیکرز اوفنباخ، باشگاه فوتبال نورنبرگ، باشگاه فوتبال اشتوتگارت، و باشگاه فوتبال کمنیتس اشاره کرد.